# Marco Común Europeo de Referencia para las lenguas
El Marco Común Europeo de Referencia para las lenguas: aprendizaje, enseñanza, evaluación (MCER, o CEFR en inglés) es un estándar europeo, utilizado también en otras regiones, que sirve para medir el nivel de competencia en una determinada lengua. Al tratarse de un marco estándar, este resulta independiente del mecanismo de prueba empleado para realizar esta medición. 
El proyecto es el resultado de un trabajo iniciado en 1991 por iniciativa del gobierno federal suizo que estuvo inspirado en trabajos previos realizados por particulares e instituciones desde 1971. El documento final fue elaborado por el Consejo de Europa y presentado en 2001 durante la celebración del Año Europeo de las Lenguas.

## Antecedentes teóricos

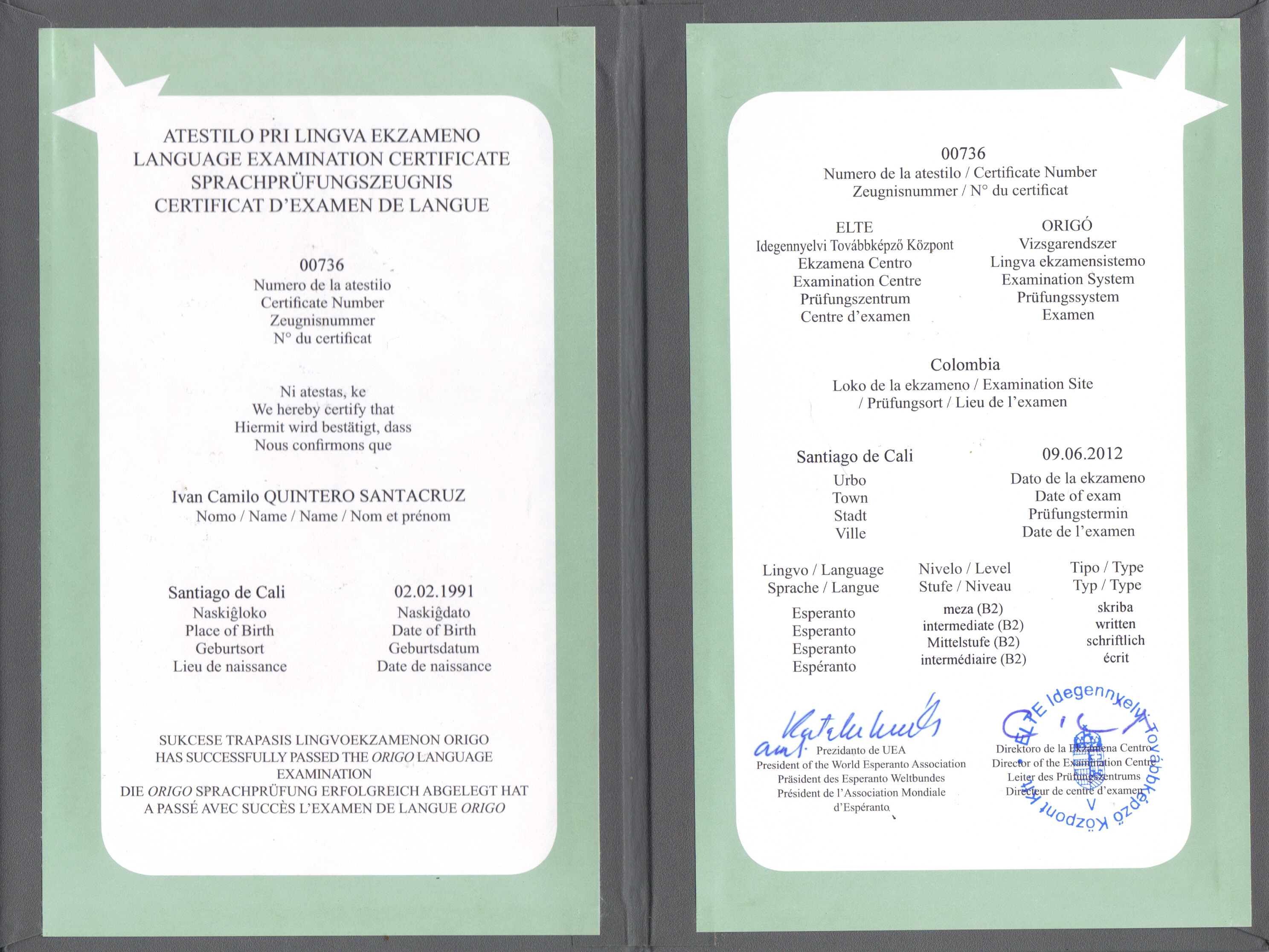
Certificado de éxito en el examen MCER para el idioma esperanto.

El MCERL adopta un enfoque orientado a la acción que, según Carlos César Jiménez de la Universidad Nacional Autónoma de México, se remonta a las propuestas teóricas de los filósofos del lenguaje, tales como Ludwig Wittgenstein en las décadas de 1950 y sociolingüistas como Dell Hymes.
Entre los conceptos teóricos clave utilizados en el MCER, se encuentran el conocimiento declarativo, el conocimiento procedimental y la competencia, entendida como el conocimiento mínimo suficiente que suponemos se requiere para ejecutar un tipo de tareas específicas. Estos conceptos se complementan con la competencia existencial (habilidades sociales), la habilidad para aprender y la competencia lingüístico-comunicativa.
El MCERL divide a las competencias lingüístico-comunicativas en tres tipos: la competencia lingüística, la competencia sociolingüística y la competencia pragmática. Esta división no coincide exactamente con los modelos previos de la competencia comunicativa, pero capturan los rasgos esenciales que estos modelos pusieron tiempo atrás sobre la mesa de discusión.

## Niveles de referencia comunes
El Marco común europeo de referencia establece una escala de seis niveles comunes de referencia para la organización del aprendizaje de lenguas y homologación de los distintos títulos emitidos por las entidades certificadas. La división se agrupa en tres bloques que responden a una división más clásica de nivel básico, intermedio y avanzado, aunque no se corresponden exactamente con los niveles clásicos por estar situados por encima o por debajo de ellos.
| Nivel                     | Subnivel | Descripción |
| ------------------------- | --- | --- |
| A (Usuario básico)        | A1 (Acceso) | Es capaz de comprender y utilizar expresiones cotidianas de uso muy frecuente así como frases sencillas destinadas a satisfacer necesidades de tipo inmediato. Puede presentarse a sí mismo y a otros, pedir y dar información personal básica sobre su domicilio, sus pertenencias y las personas que conoce. Puede relacionarse de forma elemental siempre que su interlocutor hable despacio y con claridad y esté dispuesto a cooperar. |
| A2 (Plataforma)           | Es capaz de comprender frases y expresiones de uso frecuente relacionadas con áreas de experiencia que le son especialmente relevantes (información básica sobre sí mismo y su familia, compras, lugares de interés, ocupaciones, etc). Sabe comunicarse a la hora de llevar a cabo tareas simples y cotidianas que no requieran más que intercambios sencillos y directos de información sobre cuestiones que le son conocidas o habituales. Sabe describir en términos sencillos aspectos de su pasado y su entorno así como cuestiones relacionadas con sus necesidades inmediatas.         | |
| B (Usuario independiente) | B1 (Umbral) | Es capaz de comprender los puntos principales de textos claros y en lengua estándar si tratan sobre cuestiones que le son conocidas, ya sea en situaciones de trabajo, de estudio o de ocio. Sabe desenvolverse en la mayor parte de las situaciones que pueden surgir durante un viaje por zonas donde se utiliza la lengua. Es capaz de producir textos sencillos y coherentes sobre temas que le son familiares o en los que tiene un interés personal. Puede describir experiencias, acontecimientos, deseos y aspiraciones, así como justificar brevemente sus opiniones o explicar sus planes. |
| B2 (Avanzado)             | Es capaz de entender las ideas principales de textos complejos que traten de temas tanto concretos como abstractos, incluso si son de carácter técnico siempre que estén dentro de su campo de especialización. Puede relacionarse con hablantes nativos con un grado suficiente de fluidez y naturalidad de modo que la comunicación se realice sin esfuerzo por parte de ninguno de los interlocutores. Puede producir textos claros y detallados sobre temas diversos así como defender un punto de vista sobre temas generales indicando los pros y los contras de las distintas opciones. | |
| C (Usuario competente)    | C1 (Dominio operativo eficaz) | Es capaz de comprender una amplia variedad de textos extensos y con cierto nivel de exigencia, así como reconocer en ellos sentidos implícitos. Sabe expresarse de forma fluida y espontánea sin muestras muy evidentes de esfuerzo para encontrar la expresión adecuada. Puede hacer un uso flexible y efectivo del idioma para fines sociales, académicos y profesionales. Puede producir textos claros, bien estructurados y detallados sobre temas de cierta complejidad, mostrando un uso correcto de los mecanismos de organización, articulación y cohesión del texto.                        |
| C2 (Maestría)             | Es capaz de comprender con facilidad prácticamente todo lo que oye o lee. Sabe reconstruir la información y los argumentos procedentes de diversas fuentes, ya sean en lengua hablada o escrita, y presentarlos de manera coherente y resumida. Puede expresarse espontáneamente, con gran fluidez y con un grado de precisión que le permite diferenciar pequeños matices de significado incluso en situaciones de mayor complejidad. | |

## Capacidades que hay que desarrollar
El Marco común europeo de referencia para las lenguas delimita las capacidades que el alumno debe controlar en cada uno de los niveles para las categorías «comprender», «hablar» y «escribir». La categoría «comprender» integra las destrezas comprensión auditiva y comprensión de lectura; la categoría «hablar» integra las de interacción oral y expresión oral y la categoría «escribir» comprende la destreza expresión escrita.
| Nivel | Comprender | Comprender | Hablar | Hablar | Escribir |
| Nivel | Comprensión auditiva | Comprensión lectora | Interacción oral | Expresión oral | Expresión escrita |
| ----- | --- | --- | --- | --- | --- |
| A1    | Reconozco palabras y expresiones muy básicas que se usan habitualmente, relativas a mí mismo, a mi familia y a mi entorno inmediato cuando se habla despacio y con claridad. | Comprendo palabras y nombres conocidos y frases muy sencillas, por ejemplo las que hay en letreros, carteles y catálogos. | Puedo participar en una conversación de forma sencilla siempre que la otra persona esté dispuesta a repetir lo que ha dicho o a decirlo con otras palabras y a una velocidad más lenta y me ayude a formular lo que intento decir. Planteo y contesto preguntas sencillas sobre temas de necesidad inmediata o asuntos muy habituales.   | Utilizo expresiones y frases sencillas para describir el lugar donde vivo y las personas que conozco. | Soy capaz de escribir postales cortas y sencillas, por ejemplo para enviar felicitaciones. Sé rellenar formularios con datos personales, por ejemplo mi nombre, mi nacionalidad y mi dirección en el formulario del registro de un hotel. |
| A2    | Comprendo frases y el vocabulario más habitual sobre temas de interés personal (información personal y familiar muy básica, compras, lugar de residencia, empleo). Soy capaz de captar la idea principal de avisos y mensajes breves, claros y sencillos. | Soy capaz de leer textos muy breves y sencillos. Sé encontrar información específica y predecible en escritos sencillos y cotidianos como anuncios publicitarios, prospectos, menús y horarios y comprendo cartas personales breves y sencillas. | Puedo comunicarme en tareas sencillas y habituales que requieren un intercambio simple y directo de información sobre actividades y asuntos cotidianos. Soy capaz de realizar intercambios sociales muy breves, aunque, por lo general, no puedo comprender lo suficiente como para mantener la conversación por mí mismo.               | Utilizo una serie de expresiones y frases para describir con términos sencillos a mi familia y otras personas, mis condiciones de vida, mi origen educativo y mi trabajo actual o el último que tuve.                                                                                        | Soy capaz de escribir notas y mensajes breves y sencillos relativos a mis necesidades inmediatas. Puedo escribir cartas personales muy sencillas, por ejemplo agradeciendo algo a alguien. |
| B1    | Comprendo las ideas principales cuando el discurso es claro y normal y se tratan asuntos cotidianos que tienen lugar en el trabajo, en la escuela, durante el tiempo de ocio, etc. Comprendo la idea principal de muchos programas de radio o televisión que tratan temas actuales o asuntos de interés personal o profesional, cuando la articulación es relativamente lenta y clara. | Comprendo textos redactados en una lengua de uso habitual y cotidiano o relacionada con el trabajo. Comprendo la descripción de acontecimientos, sentimientos y deseos en cartas personales.                                                     | Sé desenvolverme en casi todas las situaciones que se me presentan cuando viajo donde se habla esa lengua. Puedo participar espontáneamente en una conversación que trate temas cotidianos de interés personal o que sean pertinentes para la vida diaria (por ejemplo, familia, aficiones, trabajo, viajes y acontecimientos actuales). | Sé enlazar frases de forma sencilla con el fin de describir experiencias y hechos, mis sueños, esperanzas y ambiciones. Puedo explicar y justificar brevemente mis opiniones y proyectos. Sé narrar una historia o relato, la trama de un libro o película y puedo describir mis reacciones. | Soy capaz de escribir textos sencillos y bien enlazados sobre temas que me son conocidos o de interés personal. Puedo escribir cartas personales que describen experiencias e impresiones. |
| B2    | Comprendo discursos y conferencias extensos e incluso sigo líneas argumentales complejas siempre que el tema sea relativamente conocido. Comprendo casi todas las noticias de la televisión y los programas sobre temas actuales.Comprendo la mayoría de las películas en las que se habla en un nivel de lengua estándar.                                                             | Soy capaz de leer artículos e informes relativos a problemas contemporáneos en los que los autores adoptan posturas o puntos de vista concretos. Comprendo la prosa literaria contemporánea.                                                     | Puedo participar en una conversación con cierta fluidez y espontaneidad, lo que posibilita la comunicación normal con hablantes nativos. Puedo tomar parte activa en debates desarrollados en situaciones cotidianas explicando y defendiendo mis puntos de vista.                                                                       | Presento descripciones claras y detalladas de una amplia serie de temas relacionados con mi especialidad. Sé explicar un punto de vista sobre un tema exponiendo las ventajas y los inconvenientes de varias opciones.                                                                       | Soy capaz de escribir textos claros y detallados sobre una amplia serie de temas relacionados con mis intereses. Puedo escribir redacciones o informes transmitiendo información o proponiendo motivos que apoyen o refuten un punto de vista concreto. Sé escribir cartas que destacan la importancia que le doy a determinados hechos y experiencias.                                      |
| C1    | Comprendo discursos extensos incluso cuando no están estructurados con claridad y cuando las relaciones están solo implícitas y no se señalan explícitamente. Comprendo sin mucho esfuerzo los programas de televisión y las películas. | Comprendo textos largos y complejos de carácter literario o basados en hechos, apreciando distinciones de estilo. Comprendo artículos especializados e instrucciones técnicas largas, aunque no se relacionen con mi especialidad.               | Me expreso con fluidez y espontaneidad sin tener que buscar de forma muy evidente las expresiones adecuadas. Utilizo el lenguaje con flexibilidad y eficacia para fines sociales y profesionales. Formulo ideas y opiniones con precisión y relaciono mis intervenciones hábilmente con las de otros hablantes.                          | Presento descripciones claras y detalladas sobre temas complejos que incluyen otros temas, desarrollando ideas concretas y terminando con una conclusión apropiada. | Soy capaz de expresarme en textos claros y bien estructurados exponiendo puntos de vista con cierta extensión. Puedo escribir sobre temas complejos en cartas, redacciones o informes resaltando lo que consideró que son aspectos importantes. Seleccionó el estilo apropiado para los lectores a los que van dirigidos mis escritos.incluso puedo estar en la capacidad de pedir un empleo |
| C2    | No tengo ninguna dificultad para comprender cualquier tipo de lengua hablada, tanto en conversaciones en vivo como en discursos retransmitidos, aunque se produzcan a una velocidad de hablante nativo, siempre que tenga tiempo para familiarizarme con el acento. | Soy capaz de leer con facilidad prácticamente todas las formas de lengua escrita, incluyendo textos abstractos estructural o lingüísticamente complejos como, por ejemplo, manuales, artículos especializados y obras literarias.                | Tomo parte sin esfuerzo en cualquier conversación o debate y conozco bien modismos, frases hechas y expresiones coloquiales. Me expreso con fluidez y transmito matices sutiles de sentido con precisión. Si tengo un problema, sorteo la dificultad con tanta discreción que los demás apenas se dan cuenta.                            | Presento descripciones o argumentos de forma clara y fluida y con un estilo que es adecuado al contexto y con una estructura lógica y eficaz que ayuda al oyente a fijarse en las ideas importantes y a recordarlas.                                                                         | Soy capaz de escribir textos claros y fluidos en un estilo apropiado. Puedo escribir cartas, informes o artículos complejos que presentan argumentos con una estructura lógica y eficaz que ayuda al oyente a fijarse en las ideas importantes y a recordarlas. Escribo resúmenes y reseñas de obras profesionales o literarias.                                                             |

## Cuadro de equivalencias
| Lengua                                                                      | A1 | A2 | B1 | B2 | C1 | C2 |  |
| --------------------------------------------------------------------------- | --- | --- | --- | --- | --- | --- |  |
| Alemán                                                                      | Goethe-Zertifikat A1 - Start Deutsch 1 \|ÖSD A1- Österreichiches Sprach Diplom Deutsch | Goethe-Zertifikat A2 - Start Deutsch 2 \|ÖSD A2- Österreichiches Sprach Diplom Deutsch | Goethe-Zertifikat B1 \|ÖSD B1- Österreichiches Sprach Diplom Deutsch Zertifikat Deutsch (ZD) | Goethe-Zertifikat B2 Test DaF \|ÖSD B2- Österreichiches Sprach Diplom Deutsch Zertifikat Deutsch für den Beruf (ZDfB) Deutsches Sprachdiplom Stufe I der Kulturministerkonferenz (DSD) | Goethe-Zertifikat C1 Zentrale Mittelstufen Prüfung (ZMP) Test DaF Deutsches Sprachdiplom Stufe II der Kulturministerkonferenz (DSD II) | Goethe-Zertifikat C2 - Großes Deutsches Sprachdiplom (GDS) Zentrale Oberstufen Prüfung (ZOP) Kleines Deutsches Sprachdiplom (KDS) |  |
| Chino mandarín (según las Asociaciones de profesores de Alemania y Francia) | HSK Level III | HSK Level IV | HSK Level V | HSK Level VI | | |  |
| Chino mandarín (simplificado y tradicional)                                 | TOCFL Level I | TOCFL Level II | TOCFL Level III | TOCFL Level IV | TOCFL Level V | TOCFL Level VI (alta calificación) |  |
| Danés                                                                       | | Prøve i Dansk 1 | Prøve i Dansk 2 | Prøve i Dansk 3 | Studieprøven | |  |
| Español                                                                     | Diploma de español DELE (Nivel A1) | Diploma de español DELE (Nivel A2) | Diploma de español DELE (Nivel B1. Inicial) | Diploma de español DELE (Nivel B2. Intermedio) CELU (Intermedio) | Diploma de español DELE (Nivel C1) CELU (Avanzado) | Diploma de español DELE (Nivel C2. Superior) |  |
| Catalán/Valenciano                                                          | | Certificat de nivell bàsic de català (A bàsic); Certificat de coneixements orals de valencià; Certificat de coneixements generals de català nivell A2 | Certificat de nivell elemental de català (A elemental); Grau elemental de coneixements generals de valencià; Certificat de coneixements generals de català nivell B1 | Certificat de nivell intermedi de català (B); Certificat de coneixements generals de català nivell B2; | Certificat de nivell de suficiència de català (C); Grau mitjà de coneixements generals de valencià; Certificat de coneixements generals de català nivell C1 | Certificat de nivell superior de català (D); Grau superior de coneixements generals de valencià; Certificat de coneixements generals de català nivell C2 |  |
| Esperanto                                                                   | Unua Nivelo (ILEI) | Elementa Nivelo (ILEI) | Meza Nivelo (ILEI) | | | |  |
| Euskera (ver convalidaciones)                                               | Escuela Oficial de Idiomas INICIAL 1 | Escuela Oficial de Idiomas INICIAL 2 | Escuela Oficial de Idiomas INTERMEDIO PL 1 - IVAP y Osakidetza Lehenengo maila/Nivel 1 - HABE | Escuela Oficial de Idiomas AVANZADO PL 2 - IVAP y Osakidetza PL 1 - Ertzaintza y Docentes Bigarren maila/Nivel 2 - HABE | Euskararen Gaitasun Agiria (EGA) Escuela Oficial de Idiomas C1 PL 3 - IVAP y Osakidetza PL 2 - Ertzaintza y Docentes Hirugarren maila/Nivel 3 - HABE | PL 4 - IVAP Laugarren maila/Nivel 4 - HABE |  |
| Finés                                                                       | | Suomen kieli perustaso 1 | Suomen kieli perustaso 2-3; keskitaso 3 | Suomen kieli; keskitaso 4-5; ylintaso 5 | Suomen kieli; ylintaso 6 | Suomen kieli; ylintaso 7-8 |  |
| Francés                                                                     | Diplôme d'Etudes en Langue Française (DELF A1) | Diplôme d'Etudes en Langue Française (DELF A2) Canadian Language Benchmarks (CLB/NCLC) 3-4 | Diplôme d'Etudes en Langue Française (DELF B1) Canadian Language Benchmarks (CLB/NCLC) 5 | Diplôme d'Etudes en Langue Française (DELF B2) Canadian Language Benchmarks (CLB/NCLC) 6-7 | Diplôme Approfondi de Langue Française (DALF C1) Canadian Language Benchmarks (CLB/NCLC) 8-9 | Diplôme Approfondi de Langue Française (DALF C2) Canadian Language Benchmarks (CLB/NCLC) 10-12 |  |
| Gallego                                                                     | | Certificado de lingua galega (Celga) 1 | Celga 2 | Celga 3 | Celga 4 | Celga 5 |  |
| Griego                                                                      | | Pistopiitikó Ellinomáthias I (Πιστοποιητικό Ελληνομάθειας Α') | Pistopiitikó Ellinomáthias II (Πιστοποιητικό Ελληνομάθειας Β') | Pistopiitikó Ellinomáthias III (Πιστοποιητικό Ελληνομάθειας Γ') | Pistopiitikó Ellinomáthias IV (Πιστοποιητικό Ελληνομάθειας Δ') | |  |
| Inglés                                                                      | - Aptis A1 - American & British Academy A1 - Ascentis Anglia ESOL Preliminary Level - BULATS 10-19 - ESOL 1-2 - Linguaskill by Cambridge 100–119 - Tracktest A1 - Trinity Grade 2 - TOEIC 120 - 220 (L&R) y 50 - 80 (speaking) y 30-60 (writing) - Leveltest 11-21 - Path International Examinations: CSPA (levels I, II and III) -A1- Entry level, A1 Access level, A1+ Achiever level | - Aptis A2 - American & British Academy A2 - Ascentis Anglia ESOL Elementary Level - Key English Test (KET) - BULATS 20-39 - Canadian Language Benchmarks (CLB) 3/4 - ESOL 3-4 - Linguaskill by Cambridge 120–139 - Tracktest A2 - TOEFL iBT 10-15 (speaking) y 7-12 (writing) - TOEIC 225 - 545 (L&R) y 90 - 110 (speaking) y 70-110 (writing) - Trinity Grades 3,4 - Trinity ISE 0 - Leveltest 22-54 - Path International Examinations: A2 Preliminary level, A2+ Elementary level - Oxford Test of English (51-80) | - Aptis B1 - American & British Academy B1 - Ascentis Anglia ESOL Intermediate Level - BEC 1 - Preliminary English Test (PET) - BULATS 40-59 - Canadian Language Benchmarks (CLB) 5 - ESOL 5-6 - IELTS 4-5 - ITACE B1 - Linguaskill by Cambridge 140–159 - Tracktest B1 - TOEFL iBT 42-71 - TOEIC 550 - 780 (L&R) y 120 - 150 (speaking) y 120-140 (writing) - Trinity Grades 5,6 - Trinity ISE I - Leveltest 55-78 - Path International Examinations: B1 Progress level, B1+ Onwards level - Oxford Test of English (81-110) | - Aptis B2 - American & British Academy B2 - Aim Awards Anglia ESOL Advanced Level - BEC 2 - First Certificate in English (FCE) - BULATS 60-74 - Canadian Language Benchmarks (CLB) 6/7 - ESOL 7-9 - IELTS 5.5-6.0 - ITACE B2 - Linguaskill by Cambridge 160–179 - Tracktest B2 - TOEFL iBT 72-94 - TOEIC 785 - 940 (L&R) y 160 - 180 (speaking) y 150-180 (writing) - Trinity Grades 7,8,9 - Trinity ISE II - Leveltest 79-95 - Path International Examinations: B2 Competency level - Oxford Test of English (111-140) | - Aptis C - American & British Academy C1 - Ascentis Anglia Proficiency Level - BEC 3 - Certificate in Advanced English (CAE) - BULATS 75-89 - Canadian Language Benchmarks (CLB) 8/9 - ESOL 10-11 - IELTS 6.5-7 - ITACE C1 - Linguaskill by Cambridge 180+ - Tracktest C1 - TOEFL iBT 95-120 - TOEIC 945 - 990 (L& R) y 200 (speaking) y 200 (writing) - Trinity Grades 10,11 - Trinity ISE III - Leveltest 96-100 - Path International Examinations: C1 First Class level | - Ascentis Anglia Masters Level - American & British Academy C2 - Certificate of Proficiency in English (CPE) - BULATS 90-100 - Canadian Language Benchmarks (CLB) 10-12 - ESOL 12 - IELTS 9 - ITACE C2 - Tracktest C2 - Trinity Grade 12 - Trinity ISE IV - Path International Examinations: C2 Expert level |  |
| Italiano                                                                    | Diploma Elementare di Lingua Italiana (DELI); Certificazione di Italiano come Lingua Straniera Livello A1 (CILS A1) | Certificato di Conoscenza della Lingua Italiana Livello 1 (CELI 1); Certificazione di Italiano come Lingua Straniera Livello A2 (CILS A2) | Diploma Intermedio di Lingua Italiana (DILI); Certificato di Conoscenza della Lingua Italiana Livello 2 (CELI 2); Certificazione di Italiano come Lingua Straniera Livello B1 (CILS UNO-B1) | Diploma Avanzado di Lingua Italiana (DALI); Certificato di Conoscenza della Lingua Italiana Livello 3 (CELI 3); Certificazione di Italiano come Lingua Straniera Livello B2 (CILS DUE-B2) | Diploma Commerciale di Lingua Italiana (DALC); Certificato di Conoscenza della Lingua Italiana Livello 4 (CELI 4); Certificazione di Italiano come Lingua Straniera Livello C1 (CILS TRE-C1) | Certificato di Conoscenza della Lingua Italiana Livello 5 (CELI 5); Certificazione di Italiano come Lingua Straniera Livello C2 (CILS QUATTRO-C2) |  |
| Luxemburgués                                                                | | Zertifikat Lëtzebuergesch als Friemsprooch (ZLaF) | Éischten Diplom Lëtzebuergesch als Friemsprooch (1DLaF) | Zweten Diplom Lëtzebuergesch als Friemsprooch (2DLaF) | | Ieweschten Diplom Lëtzebuergesch |  |
| Neerlandés                                                                  | | Profiel Toeristische en Informele Taalvaardigheid (PTIT) | Profiel Maatschappelijke Taalvaardigheid (PMT) | Staatsexamen Nederlands als Tweede Taal Examen I (NT2-I); Profiel Professionele Taalvaardigheid (PPT) | Staatsexamen Nederlands als Tweede Taal Examen II (NT2-II); Profiel Academische Taalvaardigheid (PAT) | |  |
| Noruego                                                                     | | | Språkprøven i norsk for voksne innvandrere | | Test i norsk for fremmed- språklige Høyere nivå | |  |
| Polaco                                                                      | | | Egzaminy z języka polskiego jako obcego (Poziom B1) | Egzaminy z języka polskiego jako obcego (Poziom B2) | | Egzaminy z języka polskiego jako obcego (Poziom C2) |  |
| Portugués                                                                   | Certificado Acesso ao Português (ACESSO) | Certificado Inicial de Português Língua Estrangeira (CIPLE) | Diploma Elementar de Português Língua Estrangeira (DEPLE) | Diploma Intermédio de Português Língua Estrangeira (DIPLE) | Diploma Avançado de Português Língua Estrangeira (DAPLE) | Diploma Universitário de Português Língua Estrangeira (DUPLE) |  |
| Ruso                                                                        | Test of Russian as a Foreign Language (TEU/ТЭУ) Elemental/Elementarniy | Test of Russian as a Foreign Language (TBU/ТБУ) Básico/Bazoviy | Test of Russian as a Foreign Language (TORFL/ТРКИ I) Primero/Perviy | Test of Russian as a Foreign Language (TORFL/ТРКИ II) Segundo/Vtoroy | Test of Russian as a Foreign Language (TORFL/ТРКИ III) Tercero/Tretii | Test of Russian as a Foreign Language (TORFL/ТРКИ IV) Cuarto/Chetvertiy |  |
| Sueco                                                                       | | SWEDEX A2 | SWEDEX B1 / Sfi-provet | SWEDEX B2 | Test in Swedish for University Studies (TISUS) | |  |